# Czwarta rewolucja przemysłowa

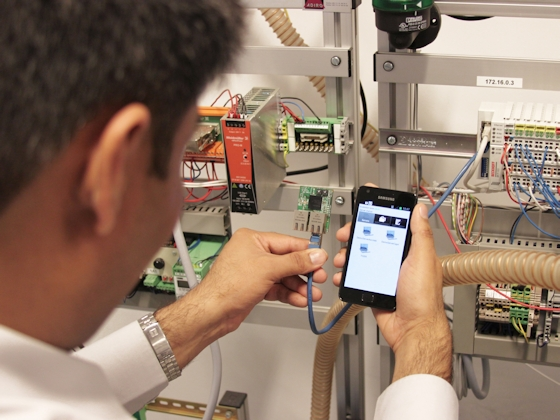
Jednym z istotnych elementów Przemysłu 4.0 jest bezprzewodowe przesyłanie danych z czujników do systemów nadrzędnych poprzez internet

Czwarta rewolucja przemysłowa – uogólniająca koncepcja odnosząca się do pojęcia „rewolucji przemysłowej” prowadzącej do przyjęcia modelu wytwarzania zwanego Przemysłem 4.0 wskutek wykorzystania sprzężeń zwrotnych pomiędzy automatyzacją, przetwarzaniem i wymianą danych oraz nowoczesnymi technikami wytwórczymi. Definicyjnie jest zbiorczym terminem dla organizacji, technik i zasad funkcjonowania łańcucha wartości łącznie stosujących lub używających systemów cyberfizycznych, internetu rzeczy i przetwarzania chmurowego. 
Według takiego podejścia Przemysł 4.0 jest urzeczywistnieniem wizji inteligentnej fabryki, w której systemy cyberfizyczne sterują procesami fizycznymi, tworzą wirtualne (cyfrowe) kopie świata realnego i podejmują zdecentralizowane decyzje, a poprzez Internet rzeczy w czasie rzeczywistym komunikują się i współpracują ze sobą oraz z ludźmi, natomiast dzięki przetwarzaniu chmurowemu są oferowane i użytkowane usługi wewnętrzne i międzyoperacyjne. Transformacja zakładu produkcyjnego w myśl czwartej rewolucji przemysłowej prowadzić ma do radykalnej optymalizacji przez: 
- poprawę produktywności,
- poprawa wydajności,
- zwiększenie stopnia dzielenia się wiedzą i współpracą,
- elastyczność i zwinność,
- ułatwienie uzyskania zgodności,
- poprawa obsługi klienta,
- zmniejszenie kosztów,
- poszerzenie pola do tworzenia, rozwoju i wdrażania innowacji,
- zwiększenie obrotu i przychodu,
- podniesienie rentowności,
- ugruntowanie albo wzrost znaczenia marki produktu/przedsiębiorstwa, a także lepsza rozpoznawalność na rynkach lokalnym i globalnym[4].

Upowszechnienie skoordynowanej współpracy wszystkich uczestników procesu produkcyjnego z wykorzystaniem technologii przemysłu 4.0 ma prowadzić do totalnego zoptymalizowania gospodarki.
|  | Nr  | Umowny początek    |                                                  | Charakterystyczny wynalazek         | Charakterystyka |
|  | --- | ------------------ | ------------------------------------------------ | ----------------------------------- | --- |
|  | I   | koniec XVIII wieku | Wiek pary                                        | mechaniczne krosno tkackie (1784)   | Produkcja mechaniczna wspomagana siłą pary i wody. |
|  | II  | początek XX wieku  | Wiek elektryczności                              | linia produkcyjna (1870)            | Produkcja masowa z zastosowaniem energii elektrycznej. |
|  | III | lata 70. XX wieku  | Wiek komputerów                                  | Programowalny układ logiczny (1969) | Automatyzacja produkcji przemysłowej przy wykorzystaniu TIK. |
|  | IV  | lata 10. XXI wieku | Wiek fuzji rzeczywistości fizycznej i wirtualnej | Internet (1991)                     | Inteligentne fabryki z cyberfizycznymi systemami produkcji w otoczeniu: - ludzi (pracowników i kontrahentów) - internetu rzeczy - internetu usług - internetu danych |

Termin (w oryginale Industrie 4.0) pochodzi z projektu strategii technik wysokich rządu Niemiec, promującej komputeryzację procesów wytwórczych, i po raz pierwszy był użyty na targach w Hanowerze w roku 2011. W październiku 2012 r. grupa robocza kierowana przez Siegfrieda Daisa z firmy Robert Bosch GmbH przedstawiła rządowi federalnemu zestaw zaleceń wdrożeniowych koncepcji, a 8 kwietnia 2013 grupa zaprezentowała raport końcowy.